# Notiothops
Genre
Notiothops est un genre d'araignées aranéomorphes de la famille des Palpimanidae.

## Distribution
Les espèces de ce genre sont endémiques du Chili.

## Liste des espèces
Selon World Spider Catalog (version 15.5, 11/11/2014) :
- Notiothops birabeni (Zapfe, 1961)
- Notiothops campana Platnick, Grismado & Ramírez, 1999
- Notiothops cekalovici Platnick, Grismado & Ramírez, 1999
- Notiothops huaquen Platnick, Grismado & Ramírez, 1999
- Notiothops llolleo Platnick, Grismado & Ramírez, 1999
- Notiothops maulensis (Platnick, 1985)
- Notiothops noxiosus Platnick, Grismado & Ramírez, 1999
- Notiothops penai Platnick, Grismado & Ramírez, 1999

## Publication originale
- Platnick, Grismado & Ramírez, 1999 : On the genera of the spider subfamily Otiothopinae (Araneae, Palpimanidae). American Museum novitates, no 3257, p. 1-25 (texte intégral).